# 比利亚里诺德洛赛雷斯
比利亚里诺德洛赛雷斯，是西班牙卡斯蒂利亚-莱昂萨拉曼卡省的一个市镇。 总面积103平方公里，总人口1081人（2001年），人口密度10人/平方公里。